# Unión Carlista
Unión Carlista fue un partido político español de carácter tradicionalista-carlista creado en 1978 por iniciativa de la Regencia Nacional y Carlista de Estella, la cual desde su fundación en 1958 se había caracterizado por una permanente oposición al régimen franquista y por una intransigencia doctrinal. 
Aparte del sector sivatista que no se reintegró en 1964 en la Comunión Tradicionalista de don Javier de Borbón Parma, manteniendo la Regencia Nacional y Carlista de Estella, logró agrupar a los últimos octavistas vasco-navarros.
Un destacado militante de Unión Carlista fue el catalán Juan Casañas, que desde el fallecimiento en 1980 de Mauricio de Sivatte, ejercía como portavoz de la Regencia Nacional y Carlista de Estella. Su presidente era Alfonso Triviño de Villalain.
En el llamado Congreso de Unidad Carlista de 1986, Unión Carlista se fusionó con la Comunión Tradicionalista y la Comunión Católico-Monárquica para constituir una nueva organización política denominada Comunión Tradicionalista Carlista.
- Datos: Q3395819